# Frataraca
Frataraca (em aramaico: Prtkr, "governador", ou mais especificamente "governador sub-satrapal") é um antigo título persa, interpretado de várias maneiras como "líder, governador, precursor". É um epíteto ou título de uma série de governantes em Pérsis do século III a meados do II a.C., na época do Império Selêucida, antes da conquista parta da Ásia Ocidental e atual Irã. Os estudos das moedas dos frataracas são importantes para os historiadores deste período.

## Governantes e período
Vários governantes foram identificados como pertencentes à dinastia frataraca (do título prtrk' zy alhaya, ou "governador dos deuses" em suas moedas): bgdt (Bagadates), rtḥštry (Artaxerxes I), whwbrz (Vabarz, que é chamado Oborzos em Polieno 7.40) e wtprdt (Autofradates I). Tradicionalmente, costumavam ser considerados governantes independentes e antiselêucidas de Pérsis no século III a.C., mas parece que, na verdade, representavam localmente seus suseranos. Governaram desde o final do século III até o início do II a.C., e Oborzos ou Autofradates obtiveram a independência por volta de 150 a.C., quando o poder selêucida diminuiu nas áreas do sudoeste da Pérsia e na região do golfo Pérsico. O basileu Antíoco III, inclusive, visitou Antioquia em Pérsis em 205 a.C..

### Fim dos frataracas

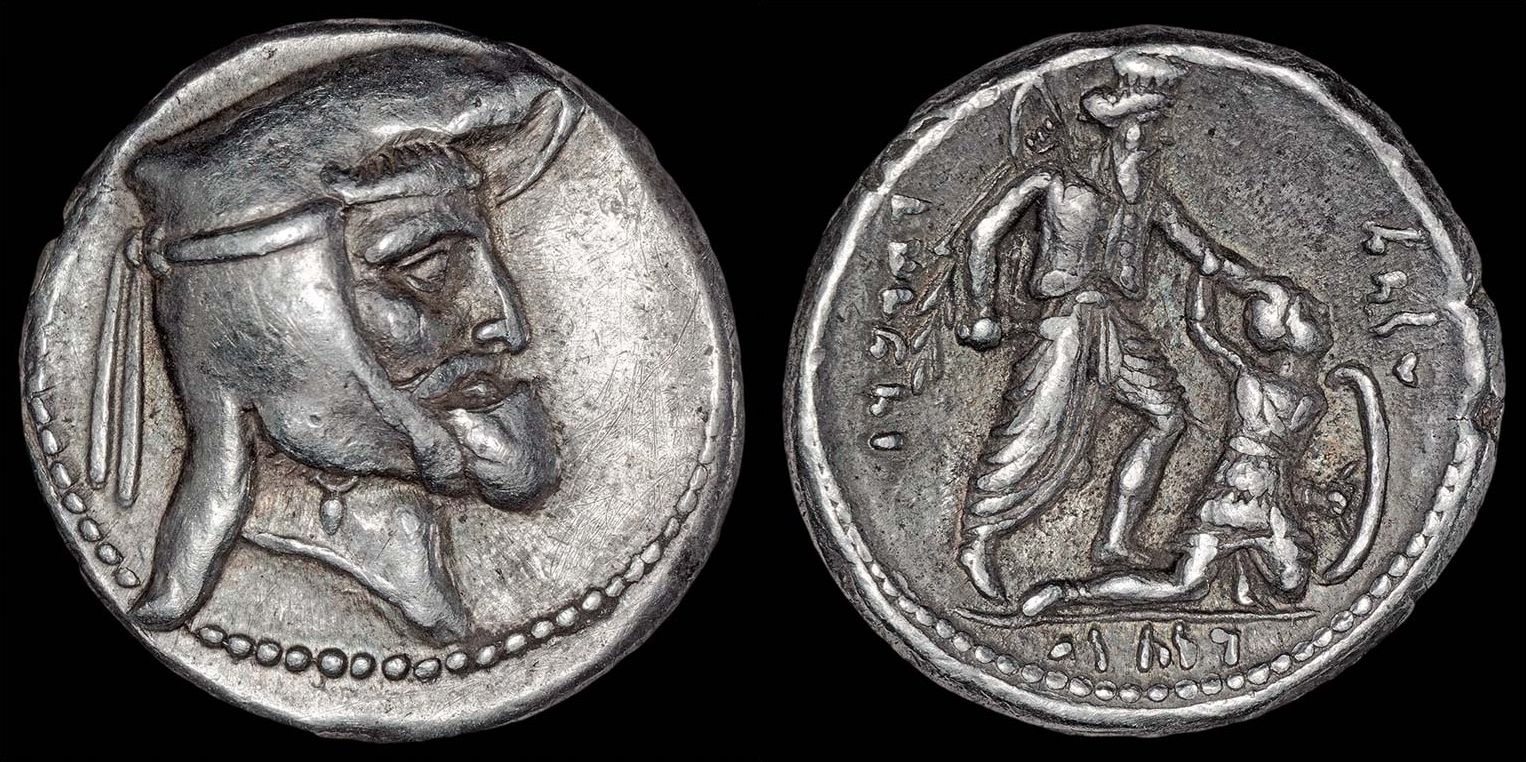
Dracma de Oborzos mostrando no reverso um rei aquemênida matando um soldado armado, possivelmente grego ou macedônio

Plínio, o Velho relata uma batalha entre Numênio, um general selêucida e sátrapa da província de Mesena, e os persas em algum momento do século III ou II a.C.. Plínio afirmou que o basileu selêucida à época era "Antíoco", mas não se sabe a qual está se referindo. Este evento é frequentemente usado para descrever algum tipo de relação conturbada entre o governante de Pérsis e o Império Selêucida durante os séculos III ou II a.C., e possivelmente uma luta pela independência. Os governantes de Pérsis podem ter conquistado a independência entre 205 a.C., quando Antíoco III visitou Antioquia em Pérsis em paz, e 190/89 a.C., a última data possível para a batalha liderada por Numênio se o Antíoco em questão for de fato Antíoco III, uma vez que o último foi derrotado na Batalha de Magnésia naquela época.
Coloca Plínio:
| “ | Numênio, que foi feito governador de Mesena pelo rei Antíoco, enquanto lutava contra os persas, derrotou-os no mar e na maré baixa, por terra, com um exército de cavalaria, no mesmo dia; em memória de qual evento erigiu um troféu duplo no mesmo local, em homenagem a Júpiter e Netuno | ” |
|   | — Plínio, História Natural, 6.152. |   |

Autofradates II foi o primeiro frataraca a comandar Pérsis já sob influência do Império Arsácida. Sua nomeação foi feita pelo xainxá Mitrídates I (r. 171–132 a.C.), que lhe concedeu mais autonomia, provavelmente em um esforço para manter relações saudáveis com Pérsis, pois o Império Arsácida estava sob constante conflito com os sacas, selêucidas e Caracena. Seu sucessor, Dario I, foi o primeiro a abandonar o título de frataraca e adotar o de xá (rei).

## Funções
Durante o Império Aquemênida, frataraca era um título dado ao chefe de um distrito ou província no Egito, que era inferior em hierarquia ao sátrapa em Mênfis. Durante o tempo dos Impérios Selêucida e Arsácida, o aramaico em suas moedas sugere, dependendo da interpretação, que serviam às divindades como Aúra-Masda ou reis divinos como os aquemênidas ou selêucidas.

## Cunhagem

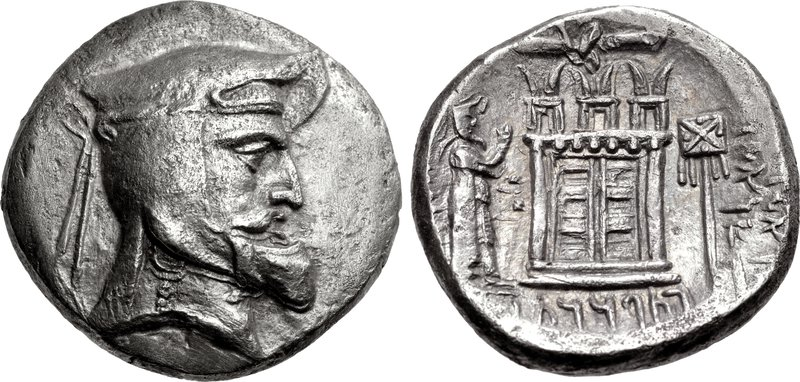
Dracma de

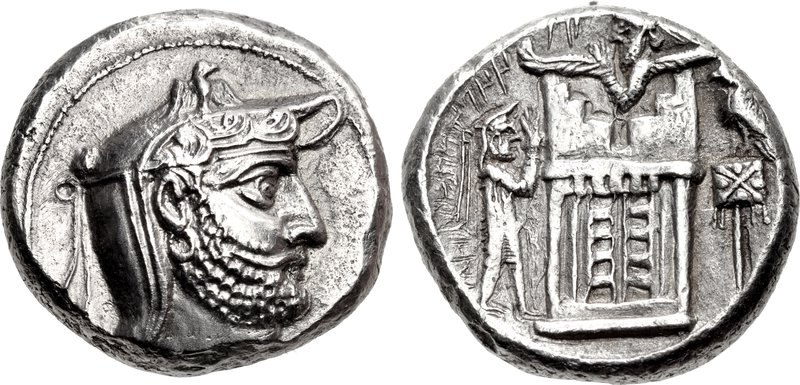
Dracma de

A evidência aos frataracas vem quase exclusivamente de sua cunhagem. Os aquemênidas só cunhavam moedas nas partes ocidentais do Império Aquemênida, principalmente na Ásia Menor, onde uma cultura de cunhagem já existia antes de sua chegada. Os selêucidas foram os primeiros a cunhar moedas na área de Pérsis. É durante seu governo que as palavras gregas "dracma" e "denano" entraram na língua persa, para se tornarem "dirrã" e "dinar" de hoje. Os frataracas seguiram essencialmente o exemplo de seus senhores selêucidas em cunhar moedas. Parece que sua cunhagem foi emitida principalmente para fins de prestígio, e não apenas para circulação monetária, que na verdade era muito limitada. O honorífico "dos deuses" (aramaico zy Thy) pode estar relacionado à prática selêucida de deificar seus reis.
A cunhagem dos frataracas combina a iconografia selêucida e aquemênida. A língua usada nas legendas é o aramaico, uma das línguas oficiais do Império Aquemênida, em vez do grego. Isso, bem como a iconografia claramente zoroastrista das moedas, mostra que elas tinham um papel como "propaganda político-religiosa pérsida". A escrita aramaica utilizada nas moedas é pouco clara, o que traz incertezas à sua leitura. Mesmo o título usado pelos governantes (prtkr* ou prtdr) é incerto. A palavra raiz para este título foi interpretada como proveniente de *frat ("fogo"), com base na palavra armênia hrat, que provavelmente entrou no Irã como uma palavra emprestada. Esta interpretação sugere que os governantes em questão eram reis-sacerdotes, cujo papel era principalmente manter o fogo sagrado em Persépolis. Alternativamente, o título pode ser derivado do aramaico prlrk, usado para designar um oficial aquemênida no Egito, um subordinado a um sátrapa, equivalente a um "prefeito, governador" que deveu sua posição aos selêucidas. Os governantes são retratados vestindo uma jaqueta curta sobre túnica e calças e usam a tiara satrapal que estava em uso na cunhagem dos sátrapas do Império Aquemênida, e além disso usam o diadema helênico de um governante.